# KinKi Kids Concert Tour 2019-2020 ThanKs 2 YOU
『KinKi Kids Concert Tour 2019-2020 ThanKs 2 YOU』(キンキキッズ コンサート ツアー 2019-2020 サンクス 2 ユー)は、KinKi Kidsの24作目の映像作品、および21作目のライブビデオ。2020年11月11日にジャニーズ・エンタテイメントから発売。
2019年12月14日から2020年1月1日かけて行われた2年ぶりのコンサートツアー『KinKi Kids Concert Tour 2019-2020 ThanKs 2 YOU』から2020年1月1日京セラドーム公演の模様を収録。

## 仕様・特典
- 先着購入特典（全仕様共通）
  - Amazon以外 - KinKi Kids直筆メッセージをプリントしたオリジナル[4]クリアファイル (A4サイズ)[5]
  - Amazon特典 - 特典映像 (「全部だきしめて」ライブ映像&未公開トーク映像、4分46秒[6])[5]
- 初回限定盤[4][7]
  - 特典映像として「Documentary of ThanKs 2 YOU」を収録
  - 三方背ケース入り
  - 48Pブックレット
- 通常盤[4][7]
  - 特典映像として「ThanKs 2 YOU MC DIGEST」を収録
  - 折りポスター封入

## 収録内容
※内容はDVD・Blu-ray共通

### Disc1
1. OVERTURE
2. 愛のかたまり
3. The Red Light
4. lOve in the Ø
5. 雪白の月
6. (MC)
7. Bonnie Butterfly
8. LOVESICK
9. SNOW! SNOW! SNOW!
10. Want You
11. Give me your love
12. (MC)
13. Happy Happy Greeting

### Disc2
1. INTER
2. たよりにしてまっせ
3. 買い物ブギ
4. KANZAI BOYA
5. ボーダーライン
6. (MC)
7. 光の気配
8. 銀色 暗号
9. 恋涙
10. Topaz Love
11. INTER
12. Kissからはじまるミステリー
13. 硝子の少年
14. 薔薇と太陽
15. 薄荷キャンディー
16. Harmony of December

〈ENCORE〉
1. ボクの背中には羽根がある
2. YOU... 〜ThanKs 2 YOU〜

〈SPECIAL REEL〉
- FOUNTAIN SHOW
  - 開場時間中に行われていた噴水の演出[1]

### Disc3（初回限定盤）
- 『Documentary of ThanKs 2 YOU』 - 2019年7月に亡くなったジャニー喜多川への思いを語るインタビューや密着映像を収録[1]。

### Disc3（通常盤）
- 『ThanKs 2 YOU MC DIGEST』 - 1月1日公演を除くMCダイジェストを収録[8]。